# Talafih
Talafih (arab. طلافح) – miejscowość w Syrii, w muhafazie Aleppo. W 2004 roku liczyła 1754 mieszkańców.